# Carex austromexicana
Espèce
Classification phylogénétique
Statut de conservation UICN

 CR B1ab(iii) : 
En danger critique
Carex austromexicana est une espèce de plantes du genre Carex et de la famille des Cyperaceae.